# Królowie Bosporu

## Wstęp
Na podstawie przekazu Diodora Sycylijskiego (XII, 31, 1) przypuszcza się, że od około 480 roku p.n.e. na Bosporze Kimmeryjskim pojawia się ustrój monarchiczny.
Źródła do stworzenia listy władców Bosporu
- Inskrypcje umożliwiające poznanie tytulatury władców, a także ewentualnego pokrewieństwa między nimi (np. Reskuporis syn Kotysa) oraz datowanie ich panowania,
- Monety, a zwłaszcza w późniejszym okresie, złote statery z umieszczoną datą roczną według ery bosporańskiej. Pomaga to ustalić kolejność władców, a także poznać ich tytuły.
- Przekazy autorów antycznych, niezbyt częste. Przykładem mogą być listy Pliniusza Młodszego (X, 63-64) do cesarza Trajana dotyczące Sauromatesa I.
- Stemple na ceramicznych materiałach budowlanych od połowy IV wieku p.n.e. do II wieku p.n.e.

## Królowie Bosporu

### Dynastia Archeanaktydów
- Archeanaks (dziedziczny archont ok. 480-470)
- Pairisades (ok. 470-450)
- Leukon (ok. 450-440)
- Sagauros (ok. 440-438)

### Dynastia Spartokidów
- Spartokos I (438-433)
- Seleukos I (433-393) [syn]
- Satyros I (koregent 433-429; archont 393-389) [brat]
- Leukon I (389-349) [syn]
- Gorgippos I (koregent w Sindii 389-ok. 349) [brat]
- Spartokos II (349-344) [syn Leukona I]
- Pairisades I (koregent w Teodozji 349-344; archont 344-310) [brat]
- Apollonios (koregent w Sindii 349-ok. 344) [brat]
- Satyros II (310-309) [syn Pairisadesa I]
- Prytanis (koregent 310-309) [brat]
- Gorgippos II (koregent 310) [brat]
- Eumelos (koregent 310-309; archont 309-304) [brat]
- Spartokos III (304-284; przybrał tytuł króla Bosporu) [syn]
- Seleukos II (koregent 304-?) [brat]
- Satyros III (284-?) [syn Spartokosa III]
- Pairisades II (koregent 284-?; król ?-ok. 245) [brat]
- Spartokos IV (ok. 245-240) [syn]
- Leukon II (ok. 240-220) [brat]
- Hygiainon (uzurpator? ok. 220-200)
- Spartokos V (ok. 200-180) [syn? Pairisadesa, syna? Spartokosa IV]
- Pairisades III (ok. 180-170/160) [bratanek?]
- Kamasare Filoteknos (koregentka ok. 180-175/60) [żona; córka Spartokosa V?]
- Pairisades IV Filometor (170/160-145/140) [syn Pairisadesa III i Kamasare]
- zależność od Scytów ok. 150-107
- Pairisades V Ostatni (145/140-108) [syn?]
- Saumakos (uzurpator 108-107)
- Pont podbija królestwo bosporańskie 107

### DynastiaMitrydatydów
- Mitrydates I (VI) Eupator Dionizos (107-70; usunięty; król Pontu od 120)
- Machares (koregent 81-70; uzurpator 70-66) [syn]
- Mitrydates I (VI) (2. panowanie 66-63)
- Farnakes (II) Filoromajos (63-47; król Pontu 48-47) [brat]
- Zależność od Rzymu 47 p.n.e.- ok. 342 n.e.
- Dynamis Filoromajos (47-14) [córka]
- Asander Filokajsar Filoromajos (koregent 47-17) [mąż]
  - Mitrydates II (pretendent 47-46) [podawał się za syna Mitrydatesa I (VI) Eupatora; syn Menodotosa z Pergamonu]
- Skryboniusz (koregent 17-15) [2. mąż Dynamis; syn nieślubny? Farnakesa II]
- Marek Antoniusz Polemon I Eusebes Soter (15-8; król Pontu od 36, Małej Armenii 33-30) [3. mąż Dynamis]

### Dynastia Asandrydów
- Tyberiusz Juliusz Aspurgos Filoromajos (8 p.n.e.-37 n.e.) [syn Asandra i Dynamis]
- Gepaepyris (37-39) [wdowa; córka Kotysa VIII, króla trackiego i Antonii Tryfeny, córki Polemona I]
- Gajusz Juliusz Polemon II Filogermanik Filopatris (38-39; król Pontu 38-64; usunięty, zmarł 69?) [brat]
- Klaudiusz Mitrydates III (VIII) Filogermanik Filopatris (39-45; usunięty, zmarł 68) [syn Aspurgosa i Gepaepyris]
- Tyberiusz Juliusz Kotys I Filokajsar Filoromajos Eusebes (45-68) [brat]
- Euneike (68-69) [wdowa]
- Tyberiusz Juliusz Reskuporis I Filokajsar Filoromajos Eusebes (69-92) [syn Kotysa I i Euneike]
- Tyberiusz Juliusz Sauromates I Filokajsar Filoromajos Eusebes (92-124) [syn]
- Tyberiusz Juliusz Kotys II Filokajsar Filoromajos Eusebes (124-132) [syn]
- Tyberiusz Juliusz Remetalkes Filokajsar Filoromajos Eusebes (132-154) [syn]
- Tyberiusz Juliusz Eupator Filokajsar Filoromajos Eusebes (154-174) [syn]
- Tyberiusz Juliusz Sauromates II Filokajsar Filoromajos Eusebes (174-211) [brat]
- Tyberiusz Juliusz Reskuporis II Filokajsar Filoromajos Eusebes (211-227) [syn]
- Tyberiusz Juliusz Kotys III Filokajsar Filoromajos Eusebes (227-234) [syn]
- Tyberiusz Juliusz Sauromates III (229-233) [brat?]
- Tyberiusz Juliusz Reskuporis III (234-235) [syn?]
- Tyberiusz Juliusz Inintimajos Filokajsar Filoromajos Eusebes (234-239) [brat?]
- Tyberiusz Juliusz Reskuporis IV Filokajsar Filoromajos Eusebes (239-253; usunięty) [syn?]
- Farsanzes (253-255; usunięty) [syn?]
- Reskuporis IV (2. panowanie 255-257; usunięty)
- Farsanzes (2. panowanie 257-261)
- Reskuporis IV (3. panowanie 261-267; usunięty)
- Tyberiusz Juliusz Chedosbios (267-272; usunięty) [syn?]
- Reskuporis IV (4. panowanie 272-275)
- Tyberiusz Juliusz Sauromates IV (275; usunięty?) [syn]
- Tyberiusz Juliusz Teiranes (275-279) [brat?]
- Chedosbios (2. panowanie 279-286)
- Tyberiusz Juliusz Totorses (286-308) [brat?]
- Sauromates IV (2. panowanie ok. 286-311?)
- Tyberiusz Juliusz Radamsades (308-323) [syn? Totorsesa]
- Tyberiusz Juliusz Reskuporis V (311-342) [syn? Sauromatesa IV]
- Panowanie Ostrogotów na Krymie, poza ekstremalnym południowym wybrzeżem ok. 342-375
- Tyberiusz Juliusz Sauromates V (król tylko w południowej części wybrzeża 342- ok. 370?) [syn?]
- Panowanie Hunów na Krymie ok. 375-465
- Tyberiusz Juliusz Doiptunes Filokajsar Filoromajos Eusebes (ok. 465) [prawnuk?]
- Goci podbijają Krym ok. 450